# 2024–2025-ös UEFA-bajnokok ligája (alapszakasz)
A 2024–2025-ös UEFA-bajnokok ligája alapszakaszának mérkőzéseit 2024. szeptember 17. és 2025. január 29. között játsszák. Az alapszakaszban 36 csapat vesz részt, melyből 8 csapat jut tovább automatikusan az egyenes kieséses szakaszba, míg a 9–24. helyeken végző csapatok rájátszásban vesznek részt.

## Kiemelés
A 36 csapatot négy kalapba osztják be az UEFA-klub-együtthatójuk alapján.
- 1. kalap: A címvédő és a nyolc csapat a legmagasabb UEFA-klub-együtthatóval.
- 2., 3. és 4. kalap: A további 27 csapat, a legmagasabbtól a legalacsonyabb UEFA-klub-együtthatóig.

| 1. kalap - Real Madrid (136,000)BL - Manchester City (148,000) - Bayern München (144,000) - Paris Saint-Germain (116,000) - Liverpool (114,000) - Internazionale (101,000) - Borussia Dortmund (97,000) - RB Leipzig (97,000) - Barcelona (91,000) 2. kalap - Bayer Leverkusen (90,000) - Atlético Madrid (89,000) - Atalanta (81,000) - Juventus (80,000) - Benfica (79,000) - Arsenal (72,000) - Club Brugge (64,000) - Sahtar Doneck (63,000) - Milan (59,000) | 3. kalap - Feyenoord (57,000) - Sporting CP (54,500) - PSV Eindhoven (54,000) - Dinamo Zagreb (50,000) - Red Bull Salzburg (50,000) - Lille (47,000) - Crvena zvezda (40,000) - Young Boys (34,500) - Celtic (32,000) 4. kalap - Slovan Bratislava (30,500) - Monaco (24,000) - Sparta Praha (22,500) - Aston Villa (20,860) - Bologna (18,056) - Girona (17,897) - VfB Stuttgart (17,324) - Sturm Graz (14,500) - Brest (13,366) |

## Sorsolás
A sorsolást 2024. augusztus 29-én tartották Monacóban. Minden csapathoz a négy kalapból két-két ellenfelet sorsoltak, és mindegyikből az egyik ellen pályaválasztóként, a másikkal pedig vendégként játszik. Alapvetően két csapat ugyanabból a tagországból nem játszhat egymás ellen, ha erre mégis sor kerülne (olyan szövetségek esetében, amelyek négy csapatot indítanak), akkor minden csapat csak egy találkozót játszhat saját tagországának egy másik klubjai ellen. Minden csapat legfeljebb két ellenféllel játszhat egy másik tagország csapatai közül. A manuálisan sorsolt csapatokhoz egy számítógépes szoftver véletlenszerűen rendelt ellenfeleket a szabályok alapján. A sorsolás döntött arról is, hogy a csapatok mely mérkőzéseket játsszák pályaválasztóként vagy vendégként.
| Csapat              | 1. kalap            | 1. kalap            | 2. kalap         | 2. kalap         | 3. kalap          | 3. kalap          | 4. kalap          | 4. kalap          |
| Csapat              | Hazai               | Vendég              | Hazai            | Vendég           | Hazai             | Vendég            | Hazai             | Vendég            |
| ------------------- | ------------------- | ------------------- | ---------------- | ---------------- | ----------------- | ----------------- | ----------------- | ----------------- |
| Real Madrid         | Borussia Dortmund   | Liverpool           | Milan            | Atalanta         | Red Bull Salzburg | Lille             | VfB Stuttgart     | Brest             |
| Manchester City     | Internazionale      | Paris Saint-Germain | Club Brugge      | Juventus         | Feyenoord         | Sporting CP       | Sparta Praha      | Slovan Bratislava |
| Bayern München      | Paris Saint-Germain | Barcelona           | Benfica          | Sahtar Doneck    | Dinamo Zagreb     | Feyenoord         | Slovan Bratislava | Aston Villa       |
| Paris Saint-Germain | Manchester City     | Bayern München      | Atlético Madrid  | Arsenal          | PSV Eindhoven     | Red Bull Salzburg | Girona            | VfB Stuttgart     |
| Liverpool           | Real Madrid         | RB Leipzig          | Bayer Leverkusen | Milan            | Lille             | PSV Eindhoven     | Bologna           | Girona            |
| Internazionale      | RB Leipzig          | Manchester City     | Arsenal          | Bayer Leverkusen | Crvena zvezda     | Young Boys        | Monaco            | Sparta Praha      |
| Borussia Dortmund   | Barcelona           | Real Madrid         | Sahtar Doneck    | Club Brugge      | Celtic            | Dinamo Zagreb     | Sturm Graz        | Bologna           |
| RB Leipzig          | Liverpool           | Internazionale      | Juventus         | Atlético Madrid  | Sporting CP       | Celtic            | Aston Villa       | Sturm Graz        |
| Barcelona           | Bayern München      | Borussia Dortmund   | Atalanta         | Benfica          | Young Boys        | Crvena zvezda     | Brest             | Monaco            |
|                     |                     |                     |                  |                  |                   |                   |                   |                   |
| Bayer Leverkusen    | Internazionale      | Liverpool           | Milan            | Atlético Madrid  | Red Bull Salzburg | Feyenoord         | Sparta Praha      | Brest             |
| Atlético Madrid     | RB Leipzig          | Paris Saint-Germain | Bayer Leverkusen | Benfica          | Lille             | Red Bull Salzburg | Slovan Bratislava | Sparta Praha      |
| Atalanta            | Real Madrid         | Barcelona           | Arsenal          | Sahtar Doneck    | Celtic            | Young Boys        | Sturm Graz        | VfB Stuttgart     |
| Juventus            | Manchester City     | RB Leipzig          | Benfica          | Club Brugge      | PSV Eindhoven     | Lille             | VfB Stuttgart     | Aston Villa       |
| Benfica             | Barcelona           | Bayern München      | Atlético Madrid  | Juventus         | Feyenoord         | Crvena zvezda     | Bologna           | Monaco            |
| Arsenal             | Paris Saint-Germain | Internazionale      | Sahtar Doneck    | Atalanta         | Dinamo Zagreb     | Sporting CP       | Monaco            | Girona            |
| Club Brugge         | Borussia Dortmund   | Manchester City     | Juventus         | Milan            | Sporting CP       | Celtic            | Aston Villa       | Sturm Graz        |
| Sahtar Doneck       | Bayern München      | Borussia Dortmund   | Atalanta         | Arsenal          | Young Boys        | PSV Eindhoven     | Brest             | Bologna           |
| Milan               | Liverpool           | Real Madrid         | Club Brugge      | Bayer Leverkusen | Crvena zvezda     | Dinamo Zagreb     | Girona            | Slovan Bratislava |
|                     |                     |                     |                  |                  |                   |                   |                   |                   |
| Feyenoord           | Bayern München      | Manchester City     | Bayer Leverkusen | Benfica          | Red Bull Salzburg | Lille             | Sparta Praha      | Girona            |
| Sporting CP         | Manchester City     | RB Leipzig          | Arsenal          | Club Brugge      | Lille             | PSV Eindhoven     | Bologna           | Sturm Graz        |
| PSV Eindhoven       | Liverpool           | Paris Saint-Germain | Sahtar Doneck    | Juventus         | Sporting CP       | Crvena zvezda     | Girona            | Brest             |
| Dinamo Zagreb       | Borussia Dortmund   | Bayern München      | Milan            | Arsenal          | Celtic            | Red Bull Salzburg | Monaco            | Slovan Bratislava |
| Red Bull Salzburg   | Paris Saint-Germain | Real Madrid         | Atlético Madrid  | Bayer Leverkusen | Dinamo Zagreb     | Feyenoord         | Brest             | Sparta Praha      |
| Lille               | Real Madrid         | Liverpool           | Juventus         | Atlético Madrid  | Feyenoord         | Sporting CP       | Sturm Graz        | Bologna           |
| Crvena zvezda       | Barcelona           | Internazionale      | Benfica          | Milan            | PSV Eindhoven     | Young Boys        | VfB Stuttgart     | Monaco            |
| Young Boys          | Internazionale      | Barcelona           | Atalanta         | Sahtar Doneck    | Crvena zvezda     | Celtic            | Aston Villa       | VfB Stuttgart     |
| Celtic              | RB Leipzig          | Borussia Dortmund   | Club Brugge      | Atalanta         | Young Boys        | Dinamo Zagreb     | Slovan Bratislava | Aston Villa       |
|                     |                     |                     |                  |                  |                   |                   |                   |                   |
| Slovan Bratislava   | Manchester City     | Bayern München      | Milan            | Atlético Madrid  | Dinamo Zagreb     | Celtic            | VfB Stuttgart     | Girona            |
| Monaco              | Barcelona           | Internazionale      | Benfica          | Arsenal          | Crvena zvezda     | Dinamo Zagreb     | Aston Villa       | Bologna           |
| Sparta Praha        | Internazionale      | Manchester City     | Atlético Madrid  | Bayer Leverkusen | Red Bull Salzburg | Feyenoord         | Brest             | VfB Stuttgart     |
| Aston Villa         | Bayern München      | RB Leipzig          | Juventus         | Club Brugge      | Celtic            | Young Boys        | Bologna           | Monaco            |
| Bologna             | Borussia Dortmund   | Liverpool           | Sahtar Doneck    | Benfica          | Lille             | Sporting CP       | Monaco            | Aston Villa       |
| Girona              | Liverpool           | Paris Saint-Germain | Arsenal          | Milan            | Feyenoord         | PSV Eindhoven     | Slovan Bratislava | Sturm Graz        |
| VfB Stuttgart       | Paris Saint-Germain | Real Madrid         | Atalanta         | Juventus         | Young Boys        | Crvena zvezda     | Sparta Praha      | Slovan Bratislava |
| Sturm Graz          | RB Leipzig          | Borussia Dortmund   | Club Brugge      | Atalanta         | Sporting CP       | Lille             | Girona            | Brest             |
| Brest               | Real Madrid         | Barcelona           | Bayer Leverkusen | Sahtar Doneck    | PSV Eindhoven     | Red Bull Salzburg | Sturm Graz        | Sparta Praha      |

## Tabella
Sorrend meghatározása
A csapatokat először a pontok alapján rangsorolják (3 pont a győzelemért, 1 pont a döntetlenért, 0 pont a vereségért). Ha két vagy több csapat az alapszakasz befejezése után azonos pontszámmal áll, az alábbiak alapján kell meghatározni a sorrendet:
1. az alapszakasz mérkőzésein elért jobb gólkülönbség
2. az alapszakasz mérkőzésein szerzett több gól
3. az alapszakasz mérkőzésein idegenben szerzett több gól
4. az alapszakasz mérkőzésein szerzett több győzelem
5. az alapszakasz mérkőzésein idegenben szerzett több győzelem
6. az alapszakaszban lévő ellenfelek által együttesen szerzett több pont
7. az alapszakaszban lévő ellenfelek által együttesen elért jobb gólkülönbség
8. az alapszakaszban lévő ellenfelek által együttesen szerzett több gól
9. alacsonyabb fair play pontszám (piros lap = 3 pont, kiállítás két sárga lap után = 3 pont, sárga lap = 1 pont);
10. jobb UEFA-együttható

| Hely. | Csapat              | M | Gy | D | V | G+ | G– | Gk  | P  | Továbbjutás vagy kiesés                                 |
| ----- | ------------------- | - | -- | - | - | -- | -- | --- | -- | ------------------------------------------------------- |
| 1.    | Liverpool           | 8 | 7  | 0 | 1 | 17 | 5  | +12 | 21 | Továbbjut a nyolcaddöntőbe (kiemeltként)                |
| 2.    | Barcelona           | 8 | 6  | 1 | 1 | 28 | 13 | +15 | 19 | Továbbjut a nyolcaddöntőbe (kiemeltként)                |
| 3.    | Arsenal             | 8 | 6  | 1 | 1 | 16 | 3  | +13 | 19 | Továbbjut a nyolcaddöntőbe (kiemeltként)                |
| 4.    | Internazionale      | 8 | 6  | 1 | 1 | 11 | 1  | +10 | 19 | Továbbjut a nyolcaddöntőbe (kiemeltként)                |
| 5.    | Atlético de Madrid  | 8 | 6  | 0 | 2 | 20 | 12 | +8  | 18 | Továbbjut a nyolcaddöntőbe (kiemeltként)                |
| 6.    | Bayer Leverkusen    | 8 | 5  | 1 | 2 | 15 | 7  | +8  | 16 | Továbbjut a nyolcaddöntőbe (kiemeltként)                |
| 7.    | Lille               | 8 | 5  | 1 | 2 | 17 | 10 | +7  | 16 | Továbbjut a nyolcaddöntőbe (kiemeltként)                |
| 8.    | Aston Villa         | 8 | 5  | 1 | 2 | 13 | 6  | +7  | 16 | Továbbjut a nyolcaddöntőbe (kiemeltként)                |
| 9.    | Atalanta            | 8 | 4  | 3 | 1 | 20 | 6  | +14 | 15 | Továbbjut a nyolcaddöntő rájátszásába (kiemeltként)     |
| 10.   | Borussia Dortmund   | 8 | 5  | 0 | 3 | 22 | 12 | +10 | 15 | Továbbjut a nyolcaddöntő rájátszásába (kiemeltként)     |
| 11.   | Real Madrid         | 8 | 5  | 0 | 3 | 20 | 12 | +8  | 15 | Továbbjut a nyolcaddöntő rájátszásába (kiemeltként)     |
| 12.   | Bayern München      | 8 | 5  | 0 | 3 | 20 | 12 | +8  | 15 | Továbbjut a nyolcaddöntő rájátszásába (kiemeltként)     |
| 13.   | Milan               | 8 | 5  | 0 | 3 | 14 | 11 | +3  | 15 | Továbbjut a nyolcaddöntő rájátszásába (kiemeltként)     |
| 14.   | PSV Eindhoven       | 8 | 4  | 2 | 2 | 16 | 12 | +4  | 14 | Továbbjut a nyolcaddöntő rájátszásába (kiemeltként)     |
| 15.   | Paris Saint-Germain | 8 | 4  | 1 | 3 | 14 | 9  | +5  | 13 | Továbbjut a nyolcaddöntő rájátszásába (kiemeltként)     |
| 16.   | Benfica             | 8 | 4  | 1 | 3 | 16 | 12 | +4  | 13 | Továbbjut a nyolcaddöntő rájátszásába (kiemeltként)     |
| 17.   | Monaco              | 8 | 4  | 1 | 3 | 13 | 13 | 0   | 13 | Továbbjut a nyolcaddöntő rájátszásába (nem kiemeltként) |
| 18.   | Brest               | 8 | 4  | 1 | 3 | 10 | 11 | −1  | 13 | Továbbjut a nyolcaddöntő rájátszásába (nem kiemeltként) |
| 19.   | Feyenoord           | 8 | 4  | 1 | 3 | 18 | 21 | −3  | 13 | Továbbjut a nyolcaddöntő rájátszásába (nem kiemeltként) |
| 20.   | Juventus            | 8 | 3  | 3 | 2 | 9  | 7  | +2  | 12 | Továbbjut a nyolcaddöntő rájátszásába (nem kiemeltként) |
| 21.   | Celtic              | 8 | 3  | 3 | 2 | 13 | 14 | −1  | 12 | Továbbjut a nyolcaddöntő rájátszásába (nem kiemeltként) |
| 22.   | Manchester City     | 8 | 3  | 2 | 3 | 18 | 14 | +4  | 11 | Továbbjut a nyolcaddöntő rájátszásába (nem kiemeltként) |
| 23.   | Sporting CP         | 8 | 3  | 2 | 3 | 13 | 12 | +1  | 11 | Továbbjut a nyolcaddöntő rájátszásába (nem kiemeltként) |
| 24.   | Club Brugge         | 8 | 3  | 2 | 3 | 7  | 11 | −4  | 11 | Továbbjut a nyolcaddöntő rájátszásába (nem kiemeltként) |
| 25.   | Dinamo Zagreb       | 8 | 3  | 2 | 3 | 12 | 19 | −7  | 11 |                                                         |
| 26.   | VfB Stuttgart       | 8 | 3  | 1 | 4 | 13 | 17 | −4  | 10 |                                                         |
| 27.   | Sahtar Doneck       | 8 | 2  | 1 | 5 | 8  | 16 | −8  | 7  |                                                         |
| 28.   | Bologna             | 8 | 1  | 3 | 4 | 4  | 9  | −5  | 6  |                                                         |
| 29.   | Crvena zvezda       | 8 | 2  | 0 | 6 | 13 | 22 | −9  | 6  |                                                         |
| 30.   | Sturm Graz          | 8 | 2  | 0 | 6 | 5  | 14 | −9  | 6  |                                                         |
| 31.   | Sparta Praha        | 8 | 1  | 1 | 6 | 7  | 21 | −14 | 4  |                                                         |
| 32.   | RB Leipzig          | 8 | 1  | 0 | 7 | 8  | 15 | −7  | 3  |                                                         |
| 33.   | Girona              | 8 | 1  | 0 | 7 | 5  | 13 | −8  | 3  |                                                         |
| 34.   | Red Bull Salzburg   | 8 | 1  | 0 | 7 | 5  | 27 | −22 | 3  |                                                         |
| 35.   | Slovan Bratislava   | 8 | 0  | 0 | 8 | 7  | 27 | −20 | 0  |                                                         |
| 36.   | Young Boys          | 8 | 0  | 0 | 8 | 3  | 24 | −21 | 0  |                                                         |

1. 1 2  A pontok száma (15), a gólkülönbség (+8), a szerzett gólok (20), az idegenben szerzett gólok (6) és a győzelmek száma (5) is azonos. Idegenbeli győzelmek száma: Real Madrid 2, Bayern München 1.

## Összegzés
| 1. csapat           | Eredmény | 2. csapat         |
| ------------------- | -------- | ----------------- |
| Young Boys          | 0–3      | Aston Villa       |
| Juventus            | 3–1      | PSV Eindhoven     |
| Milan               | 1–3      | Liverpool         |
| Bayern München      | 9–2      | Dinamo Zagreb     |
| Real Madrid         | 3–1      | VfB Stuttgart     |
| Sporting CP         | 2–0      | Lille             |
| Sparta Praha        | 3–0      | Red Bull Salzburg |
| Bologna             | 0–0      | Sahtar Doneck     |
| Celtic              | 5–1      | Slovan Bratislava |
| Club Brugge         | 0–3      | Borussia Dortmund |
| Manchester City     | 0–0      | Internazionale    |
| Paris Saint-Germain | 1–0      | Girona            |
| Feyenoord           | 0–4      | Bayer Leverkusen  |
| Crvena zvezda       | 1–2      | Benfica           |
| Monaco              | 2–1      | Barcelona         |
| Atalanta            | 0–0      | Arsenal           |
| Atlético Madrid     | 2–1      | RB Leipzig        |
| Brest               | 2–1      | Sturm Graz        |

| 1. csapat         | Eredmény | 2. csapat           |
| ----------------- | -------- | ------------------- |
| Red Bull Salzburg | 0–4      | Brest               |
| VfB Stuttgart     | 1–1      | Sparta Praha        |
| Arsenal           | 2–0      | Paris Saint-Germain |
| Bayer Leverkusen  | 1–0      | Milan               |
| Borussia Dortmund | 7–1      | Celtic              |
| Barcelona         | 5–0      | Young Boys          |
| Internazionale    | 4–0      | Crvena zvezda       |
| PSV Eindhoven     | 1–1      | Sporting CP         |
| Slovan Bratislava | 0–4      | Manchester City     |
| Sahtar Doneck     | 0–3      | Atalanta            |
| Girona            | 2–3      | Feyenoord           |
| Aston Villa       | 1–0      | Bayern München      |
| Dinamo Zagreb     | 2–2      | Monaco              |
| Liverpool         | 2–0      | Bologna             |
| Lille             | 1–0      | Real Madrid         |
| RB Leipzig        | 2–3      | Juventus            |
| Sturm Graz        | 0–1      | Club Brugge         |
| Benfica           | 4–0      | Atlético Madrid     |

| 1. csapat           | Eredmény | 2. csapat         |
| ------------------- | -------- | ----------------- |
| Milan               | 3–1      | Club Brugge       |
| Monaco              | 5–1      | Crvena zvezda     |
| Arsenal             | 1–0      | Sahtar Doneck     |
| Aston Villa         | 2–0      | Bologna           |
| Girona              | 2–0      | Slovan Bratislava |
| Juventus            | 0–1      | VfB Stuttgart     |
| Paris Saint-Germain | 1–1      | PSV Eindhoven     |
| Real Madrid         | 5–2      | Borussia Dortmund |
| Sturm Graz          | 0–2      | Sporting CP       |
| Atalanta            | 0–0      | Celtic            |
| Brest               | 1–1      | Bayer Leverkusen  |
| Atlético Madrid     | 1–3      | Lille             |
| Young Boys          | 0–1      | Internazionale    |
| Barcelona           | 4–1      | Bayern München    |
| Red Bull Salzburg   | 0–2      | Dinamo Zagreb     |
| Manchester City     | 5–0      | Sparta Praha      |
| RB Leipzig          | 0–1      | Liverpool         |
| Benfica             | 1–3      | Feyenoord         |

| 1. csapat           | Eredmény | 2. csapat         |
| ------------------- | -------- | ----------------- |
| PSV Eindhoven       | 4–0      | Girona            |
| Slovan Bratislava   | 1–4      | Dinamo Zagreb     |
| Bologna             | 0–1      | Monaco            |
| Borussia Dortmund   | 1–0      | Sturm Graz        |
| Celtic              | 3–1      | RB Leipzig        |
| Liverpool           | 4–0      | Bayer Leverkusen  |
| Lille               | 1–1      | Juventus          |
| Real Madrid         | 1–3      | Milan             |
| Sporting CP         | 4–1      | Manchester City   |
| Club Brugge         | 1–0      | Aston Villa       |
| Sahtar Doneck       | 2–1      | Young Boys        |
| Sparta Praha        | 1–2      | Brest             |
| Internazionale      | 1–0      | Arsenal           |
| Feyenoord           | 1–3      | Red Bull Salzburg |
| Crvena zvezda       | 2–5      | Barcelona         |
| Paris Saint-Germain | 1–2      | Atlético Madrid   |
| VfB Stuttgart       | 0–2      | Atalanta          |
| Bayern München      | 1–0      | Benfica           |

| Hazai             | Eredmény | Vendég              |
| ----------------- | -------- | ------------------- |
| Sparta Praha      | 0–6      | Atlético Madrid     |
| Slovan Bratislava | 2–3      | Milan               |
| Bayer Leverkusen  | 5–0      | Red Bull Salzburg   |
| Young Boys        | 1–6      | Atalanta            |
| Barcelona         | 2–0      | Brest               |
| Bayern München    | 1–0      | Paris Saint-Germain |
| Internazionale    | 1–0      | RB Leipzig          |
| Manchester City   | 3–3      | Feyenoord           |
| Sporting CP       | 1–5      | Arsenal             |
| Crvena zvezda     | 5–1      | VfB Stuttgart       |
| Sturm Graz        | 1–0      | Girona              |
| Monaco            | 2–3      | Benfica             |
| Aston Villa       | 0–0      | Juventus            |
| Bologna           | 1–2      | Lille               |
| Celtic            | 1–1      | Club Brugge         |
| Dinamo Zagreb     | 0–3      | Borussia Dortmund   |
| Liverpool         | 2–0      | Real Madrid         |
| PSV Eindhoven     | 3–2      | Sahtar Doneck       |

| Hazai             | Eredmény | Vendég              |
| ----------------- | -------- | ------------------- |
| Girona            | 0–1      | Liverpool           |
| Dinamo Zagreb     | 0–0      | Celtic              |
| Atalanta          | 2–3      | Real Madrid         |
| Bayer Leverkusen  | 1–0      | Internazionale      |
| Club Brugge       | 2–1      | Sporting CP         |
| Red Bull Salzburg | 0–3      | Paris Saint-Germain |
| Sahtar Doneck     | 1–5      | Bayern München      |
| RB Leipzig        | 2–3      | Aston Villa         |
| Brest             | 1–0      | PSV Eindhoven       |
| Atlético Madrid   | 3–1      | Slovan Bratislava   |
| Lille             | 3–2      | Sturm Graz          |
| Milan             | 2–1      | Crvena zvezda       |
| Arsenal           | 3–0      | Monaco              |
| Borussia Dortmund | 2–3      | Barcelona           |
| Feyenoord         | 4–2      | Sparta Praha        |
| Juventus          | 2–0      | Manchester City     |
| Benfica           | 0–0      | Bologna             |
| VfB Stuttgart     | 5–1      | Young Boys          |

| Hazai               | Eredmény | Vendég            |
| ------------------- | -------- | ----------------- |
| Monaco              | 1–0      | Aston Villa       |
| Atalanta            | 5–0      | Sturm Graz        |
| Atlético Madrid     | 2–1      | Bayer Leverkusen  |
| Bologna             | 2–1      | Borussia Dortmund |
| Club Brugge         | 0–0      | Juventus          |
| Crvena zvezda       | 2–3      | PSV Eindhoven     |
| Liverpool           | 2–1      | Lille             |
| Slovan Bratislava   | 1–3      | VfB Stuttgart     |
| Benfica             | 4–5      | Barcelona         |
| Sahtar Doneck       | 2–0      | Brest             |
| RB Leipzig          | 2–1      | Sporting CP       |
| Milan               | 1–0      | Girona            |
| Sparta Praha        | 0–1      | Internazionale    |
| Arsenal             | 3–0      | Dinamo Zagreb     |
| Celtic              | 1–0      | Young Boys        |
| Feyenoord           | 3–0      | Bayern München    |
| Paris Saint-Germain | 4–2      | Manchester City   |
| Real Madrid         | 5–1      | Red Bull Salzburg |

| Hazai             | Eredmény | Vendég              |
| ----------------- | -------- | ------------------- |
| Aston Villa       | 4–2      | Celtic              |
| Bayer Leverkusen  | 2–0      | Sparta Praha        |
| Borussia Dortmund | 3–1      | Sahtar Doneck       |
| Young Boys        | 0–1      | Crvena zvezda       |
| Barcelona         | 2–2      | Atalanta            |
| Bayern München    | 3–1      | Slovan Bratislava   |
| Internazionale    | 3–0      | Monaco              |
| Red Bull Salzburg | 1–4      | Atlético Madrid     |
| Girona            | 1–2      | Arsenal             |
| Dinamo Zagreb     | 2–1      | Milan               |
| Juventus          | 0–2      | Benfica             |
| Lille             | 6–1      | Feyenoord           |
| Manchester City   | 3–1      | Club Brugge         |
| PSV Eindhoven     | 3–2      | Liverpool           |
| Sturm Graz        | 1–0      | RB Leipzig          |
| Sporting CP       | 1–1      | Bologna             |
| Brest             | 0–3      | Real Madrid         |
| VfB Stuttgart     | 1–4      | Paris Saint-Germain |

## Mérkőzések
A mérkőzések sorrendjét 2024. augusztus 31-én tették közzé, két nappal a sorsolás után. Ennek célja az volt, hogy a naptár ne ütközzön az Európa-ligában és a Konferencia Ligában, ugyanabban a városban játszó csapatokkal.
Alapvetően minden csapat legfeljebb két hazai vagy két idegenbeli mérkőzést játszik egymás után, valamint az első és az utolsó két játéknapon egy hazai és egy idegenbeli mérkőzést játszik. A mérkőzésekre szeptember 17–19-én (exkluzív hét), október 1–2-án, október 22–23-án, november 5–6-án, november 26–27-én, december 10–11-én, 2025. január 21-22-én és január 29-én kerül sor. Minden mérkőzést kedden és szerdán játszanak, kivéve az exkluzív hetet, amely csütörtöki mérkőzéseket is tartalmaz. A kezdési időpontok mindig közép-európai idő szerint 18:45 (két mérkőzés minden nap) és 21:00 (a többi mérkőzés). Az egyetlen kivétel az utolsó játéknap, ahol az összes mérkőzés azonos időben, 21:00-kor kezdődik.
Az időpontok közép-európai idő/közép-európai nyári idő szerint, zárójelben helyi idő szerint értendők.

### 1. játéknap
| 2024. szeptember 17. 18:45 |

| Young Boys | 0–3               | Aston Villa                        |
| ---------- | ----------------- | ---------------------------------- |
|            | (0–2) Jegyzőkönyv | Tielemans 27' Ramsey 38' Onana 86' |

| Stadion Wankdorf, Bern Nézőszám: 31 500 Játékvezető: Georgi Kabakov (bolgár) |

| 2024. szeptember 17. 18:45 |

| Juventus                             | 3–1               | PSV Eindhoven |
| ------------------------------------ | ----------------- | ------------- |
| Yıldız 21' McKennie 27' González 52' | (2–0) Jegyzőkönyv | Saibari 90+3' |

| Juventus Stadion, Torino Nézőszám: 40 417 Játékvezető: Alejandro Hernández Hernández (spanyol) |

| 2024. szeptember 17. 21:00 |

| Milan      | 1–3               | Liverpool                              |
| ---------- | ----------------- | -------------------------------------- |
| Pulisic 3' | (1–2) Jegyzőkönyv | Konaté 23' Van Dijk 41' Szoboszlai 67' |

| San Siro, Milánó Nézőszám: 59 826 Játékvezető: Espen Eskås (norvég) |

| 2024. szeptember 17. 21:00 |

| Bayern München                                                                                            | 9–2               | Dinamo Zagreb            |
| --- | ----------------- | ------------------------ |
| Kane 19' (11-esből) 57' 73' (11-esből) 78' (11-esből) Guerreiro 33' Olise 38' 61' Sané 85' Goretzka 90+2' | (3–0) Jegyzőkönyv | Petković 49' Ogiwara 50' |

| Allianz Arena, München Nézőszám: 75 000 Játékvezető: Juan Martínez Munuera (spanyol) |

| 2024. szeptember 17. 21:00 |

| Real Madrid                          | 3–1               | VfB Stuttgart |
| ------------------------------------ | ----------------- | ------------- |
| Mbappé 46' Rüdiger 83' Endrick 90+5' | (0–0) Jegyzőkönyv | Undav 68'     |

| Santiago Bernabéu, Madrid Nézőszám: 71 288 Játékvezető: Halil Umut Meler (török) |

| 2024. szeptember 17. 21:00 (20:00 UTC+1) |

| Sporting CP             | 2–0               | Lille |
| ----------------------- | ----------------- | ----- |
| Gyökeres 38' Debast 65' | (1–0) Jegyzőkönyv |       |

| Estádio José Alvalade, Lisszabon Nézőszám: 40 024 Játékvezető: Donatas Rumšas (litván) |

| 2024. szeptember 18. 18:45 |

| Sparta Praha                      | 3–0               | Red Bull Salzburg |
| --------------------------------- | ----------------- | ----------------- |
| Kairinen 2' Olatunji 42' Laçi 58' | (2–0) Jegyzőkönyv |                   |

| Stadion Letná, Prága Nézőszám: 17 612 Játékvezető: Rade Obrenović (szlovén) |

| 2024. szeptember 18. 18:45 |

| Bologna | 0–0         | Sahtar Doneck |
| ------- | ----------- | ------------- |
|         | Jegyzőkönyv |               |

| Renato Dall’Ara Stadion, Bologna Nézőszám: 23 130 Játékvezető: Rohit Saggi (norvég) |

| 2024. szeptember 18. 21:00 (20:00 UTC+1) |

| Celtic                                                           | 5–1               | Slovan Bratislava |
| ---------------------------------------------------------------- | ----------------- | ----------------- |
| Scales 17' Furuhasi 47' Engels 56' (11-esből) Maeda 70' Idah 87' | (1–0) Jegyzőkönyv | Wimmer 61'        |

| Celtic Park, Glasgow Nézőszám: 56 826 Játékvezető: Danny Makkelie (holland) |

| 2024. szeptember 18. 21:00 |

| Club Brugge | 0–3               | Borussia Dortmund              |
| ----------- | ----------------- | ------------------------------ |
|             | (0–0) Jegyzőkönyv | Gittens 76' 86' Guirassy 90+5' |

| Jan Breydel Stadion, Brugge Nézőszám: 19 961 Játékvezető: Irfan Peljto (bosznia-hercegovinai) |

| 2024. szeptember 18. 21:00 (20:00 UTC+1) |

| Manchester City | 0–0         | Internazionale |
| --------------- | ----------- | -------------- |
|                 | Jegyzőkönyv |                |

| City of Manchester Stadion, Manchester Nézőszám: 50 922 Játékvezető: Glenn Nyberg (svéd) |

| 2024. szeptember 18. 21:00 |

| Paris Saint-Germain   | 1–0               | Girona |
| --------------------- | ----------------- | ------ |
| Gazzaniga 90' (öngól) | (0–0) Jegyzőkönyv |        |

| Parc des Princes, Párizs Nézőszám: 39 951 Játékvezető: Daniel Siebert (német) |

| 2024. szeptember 19. 18:45 |

| Feyenoord | 0–4               | Bayer Leverkusen                                 |
| --------- | ----------------- | ------------------------------------------------ |
|           | (0–4) Jegyzőkönyv | Wirtz 5' 36' Grimaldo 30' Wellenreuther 45' (og) |

| Feijenoord Stadion, Rotterdam Nézőszám: 42 297 Játékvezető: Davide Massa (olasz) |

| 2024. szeptember 19. 18:45 |

| Crvena zvezda | 1–2               | Benfica                 |
| ------------- | ----------------- | ----------------------- |
| Milson 86'    | (0–2) Jegyzőkönyv | Aktürkoğlu 9' Kökçü 29' |

| Rajko Mitić Stadion, Belgrád Nézőszám: 44 238 Játékvezető: Michael Oliver (angol) |

| 2024. szeptember 19. 21:00 |

| Monaco                       | 2–1               | Barcelona |
| ---------------------------- | ----------------- | --------- |
| Akliouche 16' Ilenikhena 71' | (1–1) Jegyzőkönyv | Yamal 28' |

| II. Lajos Stadion, Monaco Nézőszám: 13 296 Játékvezető: Allard Lindhout (holland) |

| 2024. szeptember 19. 21:00 |

| Atalanta | 0–0         | Arsenal |
| -------- | ----------- | ------- |
|          | Jegyzőkönyv |         |

| Atleti Azzurri d’Italia Stadion, Bergamo Nézőszám: 22 858 Játékvezető: Clément Turpin (francia) |

| 2024. szeptember 19. 21:00 |

| Atlético Madrid           | 2–1               | RB Leipzig |
| ------------------------- | ----------------- | ---------- |
| Griezmann 28' Giménez 90' | (1–1) Jegyzőkönyv | Šeško 4'   |

| Metropolitano Stadion, Madrid Nézőszám: 57 856 Játékvezető: Ivan Kružliak (szlovák) |

| 2024. szeptember 19. 21:00 |

| Brest                 | 2–1               | Sturm Graz           |
| --------------------- | ----------------- | -------------------- |
| Magnetti 23' Sima 56' | (1–1) Jegyzőkönyv | Fernandes 45+1' (og) |

| Stade Francis-Le Blé, Brest Nézőszám: 14 518 Játékvezető: Nick Walsh (skót) |

### 2. játéknap
| 2024. október 1. 18:45 |

| Red Bull Salzburg | 0–4               | Brest                                    |
| ----------------- | ----------------- | ---------------------------------------- |
|                   | (0–1) Jegyzőkönyv | Sima 24' 70' Camara 66' Pereira Lage 75' |

| Red Bull Arena, Salzburg Nézőszám: 20 232 Játékvezető: Anthony Taylor (angol) |

| 2024. október 1. 18:45 |

| VfB Stuttgart | 1–1               | Sparta Praha |
| ------------- | ----------------- | ------------ |
| Millot 7'     | (1–1) Jegyzőkönyv | Kairinen 32' |

| MHPArena, Stuttgart Nézőszám: 60 000 Játékvezető: Manfredas Lukjančukas (litván) |

| 2024. október 1. 21:00 (20:00 UTC+1) |

| Arsenal              | 2–0               | Paris Saint-Germain |
| -------------------- | ----------------- | ------------------- |
| Havertz 20' Saka 35' | (2–0) Jegyzőkönyv |                     |

| Emirates Stadion, London Nézőszám: 60 103 Játékvezető: Slavko Vinčić (szlovén) |

| 2024. október 1. 21:00 |

| Bayer Leverkusen | 1–0               | Milan |
| ---------------- | ----------------- | ----- |
| Boniface 51'     | (0–0) Jegyzőkönyv |       |

| BayArena, Leverkusen Nézőszám: 30 210 Játékvezető: Sandro Schärer (svájci) |

| 2024. október 1. 21:00 |

| Borussia Dortmund                                                            | 7–1               | Celtic   |
| ---------------------------------------------------------------------------- | ----------------- | -------- |
| Can 7' (11-esből) Adeyemi 11' 29' 42' Guirassy 40' (11-esből) 66' Nmecha 79' | (5–1) Jegyzőkönyv | Maeda 9' |

| Westfalenstadion, Dortmund Nézőszám: 81 365 Játékvezető: José María Sánchez Martínez (spanyol) |

| 2024. október 1. 21:00 |

| Barcelona                                                       | 5–0               | Young Boys |
| --------------------------------------------------------------- | ----------------- | ---------- |
| Lewandowski 8' 51' Raphinha 34' Martínez 37' Camara 81' (öngól) | (3–0) Jegyzőkönyv |            |

| Estadi Olímpic Lluís Companys, Barcelona Nézőszám: 45 097 Játékvezető: Erik Lambrechts (belga) |

| 2024. október 1. 21:00 |

| Internazionale                                                      | 4–0               | Crvena zvezda |
| ------------------------------------------------------------------- | ----------------- | ------------- |
| Çalhanoğlu 11' Arnautović 59' L. Martínez 71' Taremi 81' (11-esből) | (1–0) Jegyzőkönyv |               |

| San Siro, Milánó Nézőszám: 56 391 Játékvezető: Felix Zwayer (német) |

| 2024. október 1. 21:00 |

| PSV Eindhoven | 1–1               | Sporting CP  |
| ------------- | ----------------- | ------------ |
| Schouten 15'  | (1–0) Jegyzőkönyv | Bragança 84' |

| Philips Stadion, Eindhoven Nézőszám: 34 400 Játékvezető: Marco Guida (olasz) |

| 2024. október 1. 21:00 |

| Slovan Bratislava | 0–4               | Manchester City                              |
| ----------------- | ----------------- | -------------------------------------------- |
|                   | (0–2) Jegyzőkönyv | Gündoğan 8' Foden 15' Haaland 58' McAtee 74' |

| Tehelné pole, Pozsony Nézőszám: 22 500 Játékvezető: Davide Massa (olasz) |

| 2024. október 2. 18:45 |

| Sahtar Doneck | 0–3               | Atalanta                               |
| ------------- | ----------------- | -------------------------------------- |
|               | (0–2) Jegyzőkönyv | Djimsiti 21' Lookman 44' Bellanova 48' |

| Arena AufSchalke, Gelsenkirchen, Németország Nézőszám: 21 636 Játékvezető: João Pinheiro (portugál) |

| 2024. október 2. 18:45 |

| Girona                       | 2–3               | Feyenoord                                          |
| ---------------------------- | ----------------- | -------------------------------------------------- |
| D. López 19' Van de Beek 73' | (1–2) Jegyzőkönyv | Herrera 23' (öngól) Milambo 33' Krejčí 79' (öngól) |

| Montilivi, Girona Nézőszám: 8752 Játékvezető: Urs Schnyder (svájci) |

| 2024. október 2. 21:00 (20:00 UTC+1) |

| Aston Villa | 1–0               | Bayern München |
| ----------- | ----------------- | -------------- |
| Durán 79'   | (0–0) Jegyzőkönyv |                |

| Villa Park, Birmingham Nézőszám: 38 991 Játékvezető: Radu Petrescu (román) |

| 2024. október 2. 21:00 |

| Dinamo Zagreb            | 2–2               | Monaco                            |
| ------------------------ | ----------------- | --------------------------------- |
| Sučić 45+3' Baturina 66' | (1–0) Jegyzőkönyv | Salisu 74' Zakaria 90' (11-esből) |

| Maksimir Stadion, Zágráb Nézőszám: 12 462 Játékvezető: Harm Osmers (német) |

| 2024. október 2. 21:00 (20:00 UTC+1) |

| Liverpool                   | 2–0               | Bologna |
| --------------------------- | ----------------- | ------- |
| Mac Allister 11' Szaláh 75' | (1–0) Jegyzőkönyv |         |

| Anfield, Liverpool Nézőszám: 59 816 Játékvezető: Nikola Dabanović (montenegrói) |

| 2024. október 2. 21:00 |

| Lille                  | 1–0               | Real Madrid |
| ---------------------- | ----------------- | ----------- |
| David 45+3' (11-esből) | (1–0) Jegyzőkönyv |             |

| Stade Pierre-Mauroy, Villeneuve-d’Ascq Nézőszám: 48 205 Játékvezető: Maurizio Mariani (olasz) |

| 2024. október 2. 21:00 |

| RB Leipzig               | 2–3               | Juventus                       |
| ------------------------ | ----------------- | ------------------------------ |
| Šeško 30' 65' (11-esből) | (1–0) Jegyzőkönyv | Vlahović 50' 68' Conceição 82' |

| Red Bull Arena, Lipcse Nézőszám: 45 228 Játékvezető: François Letexier (francia) |

| 2024. október 2. 21:00 |

| Sturm Graz | 0–1               | Club Brugge |
| ---------- | ----------------- | ----------- |
|            | (0–1) Jegyzőkönyv | Tzolis 23'  |

| Liebenauer Stadion, Graz Nézőszám: 23 205 Játékvezető: Aliyar Aghayev (azeri) |

| 2024. október 2. 21:00 (20:00 UTC+1) |

| Benfica                                                             | 4–0               | Atlético Madrid |
| ------------------------------------------------------------------- | ----------------- | --------------- |
| Aktürkoğlu 13' Di María 52' (11-esből) Bah 75' Kökçü 84' (11-esből) | (1–0) Jegyzőkönyv |                 |

| Estádio da Luz, Lisszabon Nézőszám: 62 028 Játékvezető: Serdar Gözübüyük (holland) |

### 3. játéknap
| 2024. október 22. 18:45 |

| Milan                         | 3–1               | Club Brugge |
| ----------------------------- | ----------------- | ----------- |
| Pulisic 34' Reijnders 61' 71' | (1–0) Jegyzőkönyv | Sabbe 51'   |

| San Siro, Milánó Nézőszám: 58 649 Játékvezető: Felix Zwayer (német) |

| 2024. október 22. 18:45 |

| Monaco                                                  | 5–1               | Crvena zvezda         |
| ------------------------------------------------------- | ----------------- | --------------------- |
| Minamino 20' 70' Embolo 45+4' Singo 54' Akliouche 90+7' | (2–1) Jegyzőkönyv | Ndiaye 27' (11-esből) |

| II. Lajos Stadion, Monaco Nézőszám: 9590 Játékvezető: Tobias Stieler (német) |

| 2024. október 22. 21:00 (20:00 UTC+1) |

| Arsenal            | 1–0               | Sahtar Doneck |
| ------------------ | ----------------- | ------------- |
| Riznyk 29' (öngól) | (1–0) Jegyzőkönyv |               |

| Emirates Stadion, London Nézőszám: 59 594 Játékvezető: Benoît Bastien (francia) |

| 2024. október 22. 21:00 (20:00 UTC+1) |

| Aston Villa          | 2–0               | Bologna |
| -------------------- | ----------------- | ------- |
| McGinn 55' Durán 64' | (0–0) Jegyzőkönyv |         |

| Villa Park, Birmingham Nézőszám: 41 847 Játékvezető: João Pinheiro (portugál) |

| 2024. október 22. 21:00 |

| Girona                   | 2–0               | Slovan Bratislava |
| ------------------------ | ----------------- | ----------------- |
| Gutiérrez 42' Juanpe 73' | (1–0) Jegyzőkönyv |                   |

| Montilivi, Girona Nézőszám: 9246 Játékvezető: Horațiu Feșnic (román) |

| 2024. október 22. 21:00 |

| Juventus | 0–1               | VfB Stuttgart |
| -------- | ----------------- | ------------- |
|          | (0–0) Jegyzőkönyv | Touré 90+2'   |

| Juventus Stadion, Torino Nézőszám: 41 306 Játékvezető: Espen Eskås (norvég) |

| 2024. október 22. 21:00 |

| Paris Saint-Germain | 1–1               | PSV Eindhoven |
| ------------------- | ----------------- | ------------- |
| Hakimi 55'          | (0–1) Jegyzőkönyv | Lang 34'      |

| Parc des Princes, Párizs Nézőszám: 47 511 Játékvezető: Glenn Nyberg (svéd) |

| 2024. október 22. 21:00 |

| Real Madrid                                    | 5–2               | Borussia Dortmund     |
| ---------------------------------------------- | ----------------- | --------------------- |
| Rüdiger 60' Vinícius 62' 86' 90+3' Vázquez 83' | (0–2) Jegyzőkönyv | Malen 30' Gittens 34' |

| Santiago Bernabéu, Madrid Nézőszám: 74 642 Játékvezető: Kovács István (román) |

| 2024. október 22. 21:00 |

| Sturm Graz | 0–2               | Sporting CP             |
| ---------- | ----------------- | ----------------------- |
|            | (0–1) Jegyzőkönyv | Santos 23' Gyökeres 53' |

| Wörthersee Stadion, Klagenfurt am Wörthersee Nézőszám: 23 691 Játékvezető: Giorgi Kruashvili (grúz) |

| 2024. október 23. 18:45 |

| Atalanta | 0–0         | Celtic |
| -------- | ----------- | ------ |
|          | Jegyzőkönyv |        |

| Atleti Azzurri d’Italia Stadion, Bergamo Nézőszám: 21 614 Játékvezető: Irfan Peljto (bosznia-hercegovinai) |

| 2024. október 23. 18:45 |

| Brest          | 1–1               | Bayer Leverkusen |
| -------------- | ----------------- | ---------------- |
| Lees-Melou 39' | (1–1) Jegyzőkönyv | Wirtz 24'        |

| Stade Francis-Le Blé, Brest Nézőszám: 15 510 Játékvezető: Ivan Kružliak (szlovák) |

| 2024. október 23. 21:00 |

| Atlético Madrid | 1–3               | Lille                                 |
| --------------- | ----------------- | ------------------------------------- |
| Alvarez 8'      | (1–0) Jegyzőkönyv | Zhegrova 61' David 74' (11-esből) 89' |

| Metropolitano Stadion, Madrid Nézőszám: 61 197 Játékvezető: Marco Guida (olasz) |

| 2024. október 23. 21:00 |

| Young Boys | 0–1               | Internazionale |
| ---------- | ----------------- | -------------- |
|            | (0–0) Jegyzőkönyv | Thuram 90+3'   |

| Stadion Wankdorf, Bern Nézőszám: 31 500 Játékvezető: Michael Oliver (angol) |

| 2024. október 23. 21:00 |

| Barcelona                           | 4–1               | Bayern München |
| ----------------------------------- | ----------------- | -------------- |
| Raphinha 1' 45' 56' Lewandowski 36' | (3–1) Jegyzőkönyv | Kane 18'       |

| Estadi Olímpic Lluís Companys, Barcelona Nézőszám: 50 312 Játékvezető: Slavko Vinčić (szlovén) |

| 2024. október 23. 21:00 |

| Red Bull Salzburg | 0–2               | Dinamo Zagreb              |
| ----------------- | ----------------- | -------------------------- |
|                   | (0–0) Jegyzőkönyv | Kulenović 49' Petković 84' |

| Red Bull Arena, Salzburg Nézőszám: 24 018 Játékvezető: Danny Makkelie (holland) |

| 2024. október 23. 21:00 (20:00 UTC+1) |

| Manchester City                                          | 5–0               | Sparta Praha |
| -------------------------------------------------------- | ----------------- | ------------ |
| Foden 3' Haaland 58' 68' Stones 64' Nunes 88' (11-esből) | (1–0) Jegyzőkönyv |              |

| City of Manchester Stadion, Manchester Nézőszám: 50 116 Játékvezető: Maurizio Mariani (olasz) |

| 2024. október 23. 21:00 |

| RB Leipzig | 0–1               | Liverpool |
| ---------- | ----------------- | --------- |
|            | (0–1) Jegyzőkönyv | Núñez 27' |

| Red Bull Arena, Lipcse Nézőszám: 45 228 Játékvezető: Sandro Schärer (svájci) |

| 2024. október 23. 21:00 (20:00 UTC+1) |

| Benfica        | 1–3               | Feyenoord                  |
| -------------- | ----------------- | -------------------------- |
| Aktürkoğlu 66' | (0–2) Jegyzőkönyv | Ueda 12' Milambo 33' 90+2' |

| Estádio da Luz, Lisszabon Nézőszám: 61 687 Játékvezető: Halil Umut Meler (török) |

### 4. játéknap
| 2024. november 5. 18:45 |

| PSV Eindhoven                                            | 4–0               | Girona |
| -------------------------------------------------------- | ----------------- | ------ |
| Flamingo 16' Tillman 33' Bakayoko 83' Krejčí 88' (öngól) | (2–0) Jegyzőkönyv |        |

| Philips Stadion, Eindhoven Nézőszám: 34 400 Játékvezető: Michael Oliver (angol) |

| 2024. november 5. 18:45 |

| Slovan Bratislava | 1–4               | Dinamo Zagreb                          |
| ----------------- | ----------------- | -------------------------------------- |
| Strelec 5'        | (1–2) Jegyzőkönyv | Špikić 10' Sučić 30' Kulenović 54' 72' |

| Tehelné pole, Pozsony Nézőszám: 22 132 Játékvezető: Anthony Taylor (angol) |

| 2024. november 5. 21:00 |

| Bologna | 0–1               | Monaco     |
| ------- | ----------------- | ---------- |
|         | (0–0) Jegyzőkönyv | Kehrer 86' |

| Renato Dall’Ara Stadion, Bologna Nézőszám: 23 084 Játékvezető: Aliyar Aghayev (azeri) |

| 2024. november 5. 21:00 |

| Borussia Dortmund | 1–0               | Sturm Graz |
| ----------------- | ----------------- | ---------- |
| Malen 85'         | (0–0) Jegyzőkönyv |            |

| Westfalenstadion, Dortmund Nézőszám: 81 365 Játékvezető: Erik Lambrechts (belga) |

| 2024. november 5. 21:00 (20:00 UTC+0) |

| Celtic                    | 3–1               | RB Leipzig      |
| ------------------------- | ----------------- | --------------- |
| Kühn 35' 45+1' Hatate 72' | (2–1) Jegyzőkönyv | Baumgartner 23' |

| Celtic Park, Glasgow Nézőszám: 57 551 Játékvezető: Benoît Bastien (francia) |

| 2024. november 5. 21:00 (20:00 UTC+0) |

| Liverpool                    | 4–0               | Bayer Leverkusen |
| ---------------------------- | ----------------- | ---------------- |
| Díaz 61' 83' 90+2' Gakpo 63' | (0–0) Jegyzőkönyv |                  |

| Anfield, Liverpool Nézőszám: 59 790 Játékvezető: Danny Makkelie (holland) |

| 2024. november 5. 21:00 |

| Lille     | 1–1               | Juventus                |
| --------- | ----------------- | ----------------------- |
| David 27' | (1–0) Jegyzőkönyv | Vlahović 60' (11-esből) |

| Stade Pierre-Mauroy, Villeneuve-d’Ascq Nézőszám: 48 312 Játékvezető: Irfan Peljto (bosznia-hercegovinai) |

| 2024. november 5. 21:00 |

| Real Madrid             | 1–3               | Milan                              |
| ----------------------- | ----------------- | ---------------------------------- |
| Vinícius 23' (11-esből) | (1–2) Jegyzőkönyv | Thiaw 12' Morata 39' Reijnders 73' |

| Santiago Bernabéu, Madrid Nézőszám: 75 561 Játékvezető: Slavko Vinčić (szlovén) |

| 2024. november 5. 21:00 (20:00 UTC+0) |

| Sporting CP                                           | 4–1               | Manchester City |
| ----------------------------------------------------- | ----------------- | --------------- |
| Gyökeres 38' 49' (11-esből) 81' (11-esből) Araújo 46' | (1–1) Jegyzőkönyv | Foden 4'        |

| Estádio José Alvalade, Lisszabon Nézőszám: 47 453 Játékvezető: Daniel Siebert (német) |

| 2024. november 6. 18:45 |

| Club Brugge            | 1–0               | Aston Villa |
| ---------------------- | ----------------- | ----------- |
| Vanaken 52' (11-esből) | (0–0) Jegyzőkönyv |             |

| Jan Breydel Stadion, Brugge Nézőszám: 23 466 Játékvezető: Tobias Stieler (német) |

| 2024. november 6. 18:45 |

| Sahtar Doneck          | 2–1               | Young Boys |
| ---------------------- | ----------------- | ---------- |
| Zubkov 31' Sudakov 41' | (2–1) Jegyzőkönyv | Imeri 27'  |

| Arena AufSchalke, Gelsenkirchen, Németország Nézőszám: 17 420 Játékvezető: Orel Grinfeld (izraeli) |

| 2024. november 6. 21:00 |

| Sparta Praha   | 1–2               | Brest                              |
| -------------- | ----------------- | ---------------------------------- |
| Olatunji 90+2' | (0–1) Jegyzőkönyv | Fernandes 37' Kairinen 80' (öngól) |

| Stadion Letná, Prága Nézőszám: 18 033 Játékvezető: Mykola Balakin (ukrán) |

| 2024. november 6. 21:00 |

| Internazionale              | 1–0               | Arsenal |
| --------------------------- | ----------------- | ------- |
| Çalhanoğlu 45+3' (11-esből) | (1–0) Jegyzőkönyv |         |

| San Siro, Milánó Nézőszám: 75 222 Játékvezető: Kovács István (román) |

| 2024. november 6. 21:00 |

| Feyenoord       | 1–3               | Red Bull Salzburg           |
| --------------- | ----------------- | --------------------------- |
| Hadj Moussa 80' | (0–1) Jegyzőkönyv | Konaté 45+2' 58' Guindo 86' |

| Feijenoord Stadion, Rotterdam Nézőszám: 42 774 Játékvezető: Donatas Rumšas (litván) |

| 2024. november 6. 21:00 |

| Crvena zvezda        | 2–5               | Barcelona                                                |
| -------------------- | ----------------- | -------------------------------------------------------- |
| Silas 27' Milson 84' | (1–2) Jegyzőkönyv | Martínez 13' Lewandowski 43' 53' Raphinha 55' Fermín 76' |

| Rajko Mitić Stadion, Belgrád Nézőszám: 48 886 Játékvezető: Espen Eskås (norvég) |

| 2024. november 6. 21:00 |

| Paris Saint-Germain | 1–2               | Atlético Madrid         |
| ------------------- | ----------------- | ----------------------- |
| Zaïre-Emery 14'     | (1–1) Jegyzőkönyv | Molina 18' Correa 90+3' |

| Parc des Princes, Párizs Nézőszám: 47 369 Játékvezető: Szymon Marciniak (lengyel) |

| 2024. november 6. 21:00 |

| VfB Stuttgart | 0–2               | Atalanta                |
| ------------- | ----------------- | ----------------------- |
|               | (0–0) Jegyzőkönyv | Lookman 51' Zaniolo 88' |

| MHPArena, Stuttgart Nézőszám: 60 000 Játékvezető: Rade Obrenović (szlovén) |

| 2024. november 6. 21:15 |

| Bayern München | 1–0               | Benfica |
| -------------- | ----------------- | ------- |
| Musiala 67'    | (0–0) Jegyzőkönyv |         |

| Allianz Arena, München Nézőszám: 75 000 Játékvezető: Davide Massa (olasz) |

### 5. játéknap
| 2024. november 26. 18:45 |

| Sparta Praha | 0–6               | Atlético Madrid                                           |
| ------------ | ----------------- | --------------------------------------------------------- |
|              | (0–2) Jegyzőkönyv | Alvarez 15' 59' Llorente 43' Griezmann 70' Correa 85' 89' |

| Stadion Letná, Prága Nézőszám: 18 110 Játékvezető: Danny Makkelie (holland) |

| 2024. november 26. 18:45 |

| Slovan Bratislava           | 2–3               | Milan                            |
| --------------------------- | ----------------- | -------------------------------- |
| Barseghyan 24' Marcelli 88' | (1–1) Jegyzőkönyv | Pulisic 21' Leão 68' Abraham 71' |

| Tehelné pole, Pozsony Nézőszám: 22 500 Játékvezető: José María Sánchez Martínez (spanyol) |

| 2024. november 26. 21:00 |

| Bayer Leverkusen                                           | 5–0               | Red Bull Salzburg |
| ---------------------------------------------------------- | ----------------- | ----------------- |
| Wirtz 8' (11-esből) 30' Grimaldo 11' Schick 61' García 72' | (3–0) Jegyzőkönyv |                   |

| BayArena, Leverkusen Nézőszám: 29 211 Játékvezető: Mykola Balakin (ukrán) |

| 2024. november 26. 21:00 |

| Young Boys   | 1–6               | Atalanta                                                        |
| ------------ | ----------------- | --------------------------------------------------------------- |
| Ganvoula 11' | (1–4) Jegyzőkönyv | Retegui 9' 39' De Ketelaere 28' 56' Kolašinac 32' Samardžić 90' |

| Stadion Wankdorf, Bern Nézőszám: 31 500 Játékvezető: Manfredas Lukjančukas (litván) |

| 2024. november 26. 21:00 |

| Barcelona                                 | 3–0               | Brest |
| ----------------------------------------- | ----------------- | ----- |
| Lewandowski 10' (11-esből) 90+2' Olmo 66' | (1–0) Jegyzőkönyv |       |

| Estadi Olímpic Lluís Companys, Barcelona Nézőszám: 46 317 Játékvezető: Irfan Peljto (bosznia-hercegovinai) |

| 2024. november 26. 21:00 |

| Bayern München  | 1–0               | Paris Saint-Germain |
| --------------- | ----------------- | ------------------- |
| Kim Min-jae 38' | (1–0) Jegyzőkönyv |                     |

| Allianz Arena, München Nézőszám: 75 000 Játékvezető: Kovács István (román) |

| 2024. november 26. 21:00 |

| Internazionale     | 1–0               | RB Leipzig |
| ------------------ | ----------------- | ---------- |
| Lukeba 27' (öngól) | (1–0) Jegyzőkönyv |            |

| San Siro, Milánó Nézőszám: 63 174 Játékvezető: João Pinheiro (portugál) |

| 2024. november 26. 21:00 (20:00 UTC+0) |

| Manchester City                         | 3–3               | Feyenoord                              |
| --------------------------------------- | ----------------- | -------------------------------------- |
| Haaland 44' (11-esből) 53' Gündoğan 50' | (1–0) Jegyzőkönyv | Hadj Moussa 75' Giménez 82' Hancko 89' |

| City of Manchester Stadion, Manchester Nézőszám: 47 011 Játékvezető: Radu Petrescu (román) |

| 2024. november 26. 21:00 (20:00 UTC+0) |

| Sporting CP | 1–5               | Arsenal                                                                  |
| ----------- | ----------------- | ------------------------------------------------------------------------ |
| Inácio 47'  | (0–3) Jegyzőkönyv | Martinelli 7' Havertz 22' Gabriel 45+1' Saka 65' (11-esből) Trossard 82' |

| Estádio José Alvalade, Lisszabon Nézőszám: 47 386 Játékvezető: Szymon Marciniak (lengyel) |

| 2024. november 27. 18:45 |

| Crvena zvezda                                    | 5–1               | VfB Stuttgart |
| ------------------------------------------------ | ----------------- | ------------- |
| Silas 12' Krunić 31' Ivanić 65' Radonjić 69' 88' | (2–1) Jegyzőkönyv | Demirović 5'  |

| Rajko Mitić Stadion, Belgrád Nézőszám: 41 372 Játékvezető: Erik Lambrechts (belga) |

| 2024. november 27. 18:45 |

| Sturm Graz  | 1–0               | Girona |
| ----------- | ----------------- | ------ |
| Biereth 59' | (0–0) Jegyzőkönyv |        |

| Liebenauer Stadion, Graz Nézőszám: 21 502 Játékvezető: Rohit Saggi (norvég) |

| 2024. november 27. 21:00 |

| Monaco                     | 2–3               | Benfica                             |
| -------------------------- | ----------------- | ----------------------------------- |
| Ben Seghir 13' Magassa 67' | (1–0) Jegyzőkönyv | Pavlidis 48' Cabral 84' Amdouni 88' |

| II. Lajos Stadion, Monaco Nézőszám: 13 581 Játékvezető: Rade Obrenovič (szlovén) |

| 2024. november 27. 21:00 (20:00 UTC+0) |

| Aston Villa | 0–0         | Juventus |
| ----------- | ----------- | -------- |
|             | Jegyzőkönyv |          |

| Villa Park, Birmingham Nézőszám: 42 589 Játékvezető: Jesús Gil Manzano (spanyol) |

| 2024. november 27. 21:00 |

| Bologna    | 1–2               | Lille         |
| ---------- | ----------------- | ------------- |
| Lucumí 63' | (0–1) Jegyzőkönyv | Mukau 44' 66' |

| Renato Dall’Ara Stadion, Bologna Nézőszám: 22 420 Játékvezető: Michael Oliver (angol) |

| 2024. november 27. 21:00 (20:00 UTC+0) |

| Celtic    | 1–1               | Club Brugge                |
| --------- | ----------------- | -------------------------- |
| Maeda 60' | (0–1) Jegyzőkönyv | Carter-Vickers 26' (öngól) |

| Celtic Park, Glasgow Nézőszám: 57 456 Játékvezető: Georgi Kabakov (bolgár) |

| 2024. november 27. 21:00 |

| Dinamo Zagreb | 0–3               | Borussia Dortmund                         |
| ------------- | ----------------- | ----------------------------------------- |
|               | (0–1) Jegyzőkönyv | Gittens 41' ben-Szebajni 56' Guirassy 90' |

| Maksimir Stadion, Zágráb Nézőszám: 20 019 Játékvezető: Clément Turpin (francia) |

| 2024. november 27. 21:00 (20:00 UTC+0) |

| Liverpool                  | 2–0               | Real Madrid |
| -------------------------- | ----------------- | ----------- |
| Mac Allister 52' Gakpo 76' | (0–0) Jegyzőkönyv |             |

| Anfield, Liverpool Nézőszám: 59 546 Játékvezető: François Letexier (francia) |

| 2024. november 27. 21:00 |

| PSV Eindhoven              | 3–2               | Sahtar Doneck       |
| -------------------------- | ----------------- | ------------------- |
| Tillman 87' 90' Pepi 90+5' | (0–2) Jegyzőkönyv | Sikan 8' Zubkov 37' |

| Philips Stadion, Eindhoven Nézőszám: 35 100 Játékvezető: Urs Schnyder (svájci) |

### 6. játéknap
| 2024. december 10. 18:45 |

| Girona | 0–1               | Liverpool             |
| ------ | ----------------- | --------------------- |
|        | (0–0) Jegyzőkönyv | Szaláh 63' (11-esből) |

| Montilivi, Girona Nézőszám: 9241 Játékvezető: Benoît Bastien (francia) |

| 2024. december 10. 18:45 |

| Dinamo Zagreb | 0–0         | Celtic |
| ------------- | ----------- | ------ |
|               | Jegyzőkönyv |        |

| Maksimir Stadion, Zágráb Nézőszám: 18 158 Játékvezető: Felix Zwayer (német) |

| 2024. december 10. 21:00 |

| Atalanta                                  | 2–3               | Real Madrid                            |
| ----------------------------------------- | ----------------- | -------------------------------------- |
| De Ketelaere 45+2' (11-esből) Lookman 65' | (1–1) Jegyzőkönyv | Mbappé 10' Vinícius 56' Bellingham 59' |

| Atleti Azzurri d’Italia Stadion, Bergamo Nézőszám: 22 967 Játékvezető: Szymon Marciniak (lengyel) |

| 2024. december 10. 21:00 |

| Bayer Leverkusen | 1–0               | Internazionale |
| ---------------- | ----------------- | -------------- |
| Mukiele 90'      | (0–0) Jegyzőkönyv |                |

| BayArena, Leverkusen Nézőszám: 30 210 Játékvezető: Slavko Vinčić (szlovén) |

| 2024. december 10. 21:00 |

| Club Brugge                      | 2–1               | Sporting CP |
| -------------------------------- | ----------------- | ----------- |
| Quaresma 24' (öngól) Nielsen 84' | (1–1) Jegyzőkönyv | Catamo 3'   |

| Jan Breydel Stadion, Brugge Nézőszám: 22 254 Játékvezető: Anthony Taylor (angol) |

| 2024. december 10. 21:00 |

| Red Bull Salzburg | 0–3               | Paris Saint-Germain           |
| ----------------- | ----------------- | ----------------------------- |
|                   | (0–1) Jegyzőkönyv | Ramos 30' Mendes 72' Doué 85' |

| Red Bull Arena, Salzburg Nézőszám: 25 065 Játékvezető: Michael Oliver (angol) |

| 2024. december 10. 21:00 |

| Sahtar Doneck | 1–5               | Bayern München                                               |
| ------------- | ----------------- | ------------------------------------------------------------ |
| Kevin 5'      | (1–2) Jegyzőkönyv | Laimer 11' Müller 45' Olise 70' (11-esből) 90+3' Musiala 87' |

| Arena AufSchalke, Gelsenkirchen, Németország Nézőszám: 57 079 Játékvezető: Halil Umut Meler (török) |

| 2024. december 10. 21:00 |

| RB Leipzig                 | 2–3               | Aston Villa                     |
| -------------------------- | ----------------- | ------------------------------- |
| Openda 27' Baumgartner 62' | (1–1) Jegyzőkönyv | McGinn 3' Durán 52' Barkley 85' |

| Red Bull Arena, Lipcse Nézőszám: 40 406 Játékvezető: Maurizio Mariani (olasz) |

| 2024. december 10. 21:00 |

| Brest           | 1–0               | PSV Eindhoven |
| --------------- | ----------------- | ------------- |
| Le Cardinal 43' | (1–0) Jegyzőkönyv |               |

| Stade de Roudourou, Guingamp Nézőszám: 15 778 Játékvezető: José María Sánchez Martínez (spanyol) |

| 2024. december 11. 18:45 |

| Atlético Madrid               | 3–1               | Slovan Bratislava      |
| ----------------------------- | ----------------- | ---------------------- |
| Alvarez 16' Griezmann 42' 57' | (2–0) Jegyzőkönyv | Strelec 51' (11-esből) |

| Metropolitano Stadion, Madrid Nézőszám: 59 134 Játékvezető: Manfredas Lukjančukas (litván) |

| 2024. december 11. 18:45 |

| Lille                                    | 3–2               | Sturm Graz                    |
| ---------------------------------------- | ----------------- | ----------------------------- |
| Sahraoui 37' Bakker 45+2' Haraldsson 81' | (2–1) Jegyzőkönyv | Kiteishvili 45+4' Biereth 47' |

| Stade Pierre-Mauroy, Villeneuve-d’Ascq Nézőszám: 45 796 Játékvezető: Georgi Kabakov (bolgár) |

| 2024. december 11. 21:00 |

| Milan                | 2–1               | Crvena zvezda |
| -------------------- | ----------------- | ------------- |
| Leão 42' Abraham 87' | (1–0) Jegyzőkönyv | Radonjić 67'  |

| San Siro, Milánó Nézőszám: 53 717 Játékvezető: Jesús Gil Manzano (spanyol) |

| 2024. december 11. 21:00 (20:00 UTC+0) |

| Arsenal                  | 3–0               | Monaco |
| ------------------------ | ----------------- | ------ |
| Saka 34' 78' Havertz 88' | (1–0) Jegyzőkönyv |        |

| Emirates Stadion, London Nézőszám: 60 157 Játékvezető: Davide Massa (olasz) |

| 2024. december 11. 21:00 |

| Borussia Dortmund           | 2–3               | Barcelona                   |
| --------------------------- | ----------------- | --------------------------- |
| Guirassy 60' (11-esből) 78' | (0–0) Jegyzőkönyv | Raphinha 53' Torres 75' 85' |

| Westfalenstadion, Dortmund Nézőszám: 81 365 Játékvezető: François Letexier (francia) |

| 2024. december 11. 21:00 |

| Feyenoord                                         | 4–2               | Sparta Praha                    |
| ------------------------------------------------- | ----------------- | ------------------------------- |
| Trauner 8' Paixão 10' Hadj Moussa 30' Giménez 63' | (3–1) Jegyzőkönyv | Rrahmani 43' Beelen 79' (öngól) |

| Feijenoord Stadion, Rotterdam Nézőszám: 45 000 Játékvezető: Tobias Stieler (német) |

| 2024. december 11. 21:00 |

| Juventus                  | 2–0               | Manchester City |
| ------------------------- | ----------------- | --------------- |
| Vlahović 53' McKennie 75' | (0–0) Jegyzőkönyv |                 |

| Juventus Stadion, Torino Nézőszám: 40 890 Játékvezető: Clément Turpin (francia) |

| 2024. december 11. 21:00 (20:00 UTC+0) |

| Benfica | 0–0         | Bologna |
| ------- | ----------- | ------- |
|         | Jegyzőkönyv |         |

| Estádio da Luz, Lisszabon Nézőszám: 60 650 Játékvezető: Radu Petrescu (román) |

| 2024. december 11. 21:00 |

| VfB Stuttgart                                              | 5–1               | Young Boys |
| ---------------------------------------------------------- | ----------------- | ---------- |
| Stiller 25' Millot 53' Führich 61' Vagnoman 66' Keitel 75' | (1–1) Jegyzőkönyv | Łakomy 6'  |

| MHPArena, Stuttgart Nézőszám: 60 000 Játékvezető: Giorgi Kruashvili (grúz) |

### 7. játéknap
| 2025. január 21. 18:45 |

| Monaco   | 1–0               | Aston Villa |
| -------- | ----------------- | ----------- |
| Singo 8' | (1–0) Jegyzőkönyv |             |

| II. Lajos Stadion, Monaco Nézőszám: 13 508 Játékvezető: Slavko Vinčić (szlovén) |

| 2025. január 21. 18:45 |

| Atalanta                                                               | 5–0               | Sturm Graz |
| ---------------------------------------------------------------------- | ----------------- | ---------- |
| Retegui 12' Pašalić 58' De Ketelaere 63' Lookman 90' Brescianini 90+4' | (1–0) Jegyzőkönyv |            |

| Atleti Azzurri d’Italia Stadion, Bergamo Nézőszám: 26 801 Játékvezető: Donatas Rumšas (litván) |

| 2025. január 21. 21:00 |

| Atlético Madrid | 2–1               | Bayer Leverkusen |
| --------------- | ----------------- | ---------------- |
| Alvarez 52' 90' | (0–1) Jegyzőkönyv | Hincapié 45+1'   |

| Metropolitano Stadion, Madrid Nézőszám: 66 820 Játékvezető: Davide Massa (olasz) |

| 2025. január 21. 21:00 |

| Bologna                       | 2–1               | Borussia Dortmund       |
| ----------------------------- | ----------------- | ----------------------- |
| Dallinga 71' Iling-Junior 72' | (0–1) Jegyzőkönyv | Guirassy 15' (11-esből) |

| Renato Dall’Ara Stadion, Bologna Nézőszám: 26 801 Játékvezető: Serdar Gözübüyük (holland) |

| 2025. január 21. 21:00 |

| Club Brugge | 0–0         | Juventus |
| ----------- | ----------- | -------- |
|             | Jegyzőkönyv |          |

| Jan Breydel Stadion, Brugge Nézőszám: 26 700 Játékvezető: Benoît Bastien (francia) |

| 2025. január 21. 21:00 |

| Crvena zvezda        | 2–3               | PSV Eindhoven                |
| -------------------- | ----------------- | ---------------------------- |
| Ndiaye 71' Djiga 77' | (0–3) Jegyzőkönyv | De Jong 17' 23' Flamingo 43' |

| Rajko Mitić Stadion, Belgrád Nézőszám: 36 648 Játékvezető: Kovács István (román) |

| 2025. január 21. 21:00 (20:00 UTC+0) |

| Liverpool              | 2–1               | Lille     |
| ---------------------- | ----------------- | --------- |
| Szaláh 34' Elliott 67' | (1–0) Jegyzőkönyv | David 62' |

| Anfield, Liverpool Nézőszám: 59 782 Játékvezető: Felix Zwayer (német) |

| 2025. január 21. 21:00 |

| Slovan Bratislava | 1–3               | VfB Stuttgart               |
| ----------------- | ----------------- | --------------------------- |
| Metsoko 85'       | (0–2) Jegyzőkönyv | Leweling 11' 36' Rieder 87' |

| Tehelné pole, Pozsony Nézőszám: 22 500 Játékvezető: Chris Kavanagh (angol) |

| 2025. január 21. 21:00 (20:00 UTC+0) |

| Benfica                                           | 4–5               | Barcelona                                                               |
| ------------------------------------------------- | ----------------- | ----------------------------------------------------------------------- |
| Pavlidis 2' 22' 30' (11-esből) Araújo 68' (öngól) | (3–1) Jegyzőkönyv | Lewandowski 13' (11-esből) 78' (11-esből) Raphinha 64' 90+6' García 86' |

| Estádio da Luz, Lisszabon Nézőszám: 63 225 Játékvezető: Danny Makkelie (holland) |

| 2025. január 22. 18:45 |

| Sahtar Doneck                    | 2–0               | Brest |
| -------------------------------- | ----------------- | ----- |
| Kevin 18' Sudakov 37' (11-esből) | (2–0) Jegyzőkönyv |       |

| Arena AufSchalke, Gelsenkirchen, Németország Nézőszám: 15 282 Játékvezető: Sandro Schärer (svájci) |

| 2025. január 22. 18:45 |

| RB Leipzig            | 2–1               | Sporting CP  |
| --------------------- | ----------------- | ------------ |
| Šeško 19' Poulsen 78' | (1–0) Jegyzőkönyv | Gyökeres 75' |

| Red Bull Arena, Lipcse Nézőszám: 33 478 Játékvezető: Manfredas Lukjančukas (litván) |

| 2025. január 22. 21:00 |

| Milan    | 1–0               | Girona |
| -------- | ----------------- | ------ |
| Leão 37' | (1–0) Jegyzőkönyv |        |

| San Siro, Milánó Nézőszám: 66 030 Játékvezető: Tobias Stieler (német) |

| 2025. január 22. 21:00 |

| Sparta Praha | 0–1               | Internazionale  |
| ------------ | ----------------- | --------------- |
|              | (0–1) Jegyzőkönyv | L. Martínez 12' |

| Stadion Letná, Prága Nézőszám: 18 010 Játékvezető: Alejandro Hernández Hernández (spanyol) |

| 2025. január 22. 21:00 (20:00 UTC+0) |

| Arsenal                            | 3–0               | Dinamo Zagreb |
| ---------------------------------- | ----------------- | ------------- |
| Rice 2' Havertz 66' Ødegaard 90+1' | (1–0) Jegyzőkönyv |               |

| Emirates Stadion, London Nézőszám: 60 024 Játékvezető: Daniel Siebert (német) |

| 2025. január 22. 21:00 (20:00 UTC+0) |

| Celtic             | 1–0               | Young Boys |
| ------------------ | ----------------- | ---------- |
| Benito 86' (öngól) | (0–0) Jegyzőkönyv |            |

| Celtic Park, Glasgow Nézőszám: 56 544 Játékvezető: Rohit Saggi (norvég) |

| 2025. január 22. 21:00 |

| Feyenoord                             | 3–0               | Bayern München |
| ------------------------------------- | ----------------- | -------------- |
| Giménez 21' 45+9' (11-esből) Ueda 89' | (2–0) Jegyzőkönyv |                |

| Feijenoord Stadion, Rotterdam Nézőszám: 43 106 Játékvezető: François Letexier (francia) |

| 2025. január 22. 21:00 |

| Paris Saint-Germain                           | 4–2               | Manchester City          |
| --------------------------------------------- | ----------------- | ------------------------ |
| Dembélé 56' Barcola 60' Neves 78' Ramos 90+3' | (0–0) Jegyzőkönyv | Grealish 50' Haaland 53' |

| Parc des Princes, Párizs Nézőszám: 47 818 Játékvezető: Szymon Marciniak (lengyel) |

| 2025. január 22. 21:00 |

| Real Madrid                                 | 5–1               | Red Bull Salzburg |
| ------------------------------------------- | ----------------- | ----------------- |
| Rodrygo 23' 34' Mbappé 48' Vinícius 55' 77' | (2–0) Jegyzőkönyv | Bidstrup 85'      |

| Santiago Bernabéu, Madrid Nézőszám: 73 692 Játékvezető: Glenn Nyberg (svéd) |

### 8. játéknap
| 2025. január 29. 21:00 (20:00 UTC+0) |

| Aston Villa                    | 4–2               | Celtic       |
| ------------------------------ | ----------------- | ------------ |
| Rogers 3' 5' 90+1' Watkins 60' | (2–2) Jegyzőkönyv | Idah 36' 38' |

| Villa Park, Birmingham Nézőszám: 42 824 Játékvezető: Clément Turpin (francia) |

| 2025. január 29. 21:00 |

| Bayer Leverkusen    | 2–0               | Sparta Praha |
| ------------------- | ----------------- | ------------ |
| Wirtz 32' Tella 64' | (1–0) Jegyzőkönyv |              |

| BayArena, Leverkusen Nézőszám: 30 210 Játékvezető: Georgi Kabakov (bolgár) |

| 2025. január 29. 21:00 |

| Borussia Dortmund                 | 3–1               | Sahtar Doneck |
| --------------------------------- | ----------------- | ------------- |
| Guirassy 17' 44' ben-Szebajni 79' | (2–0) Jegyzőkönyv | Marlon 50'    |

| Westfalenstadion, Dortmund Nézőszám: 81 365 Játékvezető: Glenn Nyberg (svéd) |

| 2025. január 29. 21:00 |

| Young Boys | 0–1               | Crvena zvezda |
| ---------- | ----------------- | ------------- |
|            | (0–0) Jegyzőkönyv | Kanga 69'     |

| Stadion Wankdorf, Bern Nézőszám: 31 500 Játékvezető: Halil Umut Meler (török) |

| 2025. január 29. 21:00 |

| Barcelona            | 2–2               | Atalanta                |
| -------------------- | ----------------- | ----------------------- |
| Yamal 47' Araújo 72' | (0–0) Jegyzőkönyv | Éderson 67' Pašalić 79' |

| Camp Nou, Barcelona Nézőszám: 42 728 Játékvezető: Michael Oliver (angol) |

| 2025. január 29. 21:00 |

| Bayern München               | 3–1               | Slovan Bratislava |
| ---------------------------- | ----------------- | ----------------- |
| Müller 8' Kane 63' Coman 84' | (1–0) Jegyzőkönyv | Tolić 90'         |

| Allianz Arena, München Nézőszám: 75 000 Játékvezető: João Pinheiro (portugál) |

| 2025. január 29. 21:00 |

| Internazionale                    | 3–0               | Monaco |
| --------------------------------- | ----------------- | ------ |
| L. Martínez 4' (11-esből) 16' 67' | (2–0) Jegyzőkönyv |        |

| San Siro, Milánó Nézőszám: 71 601 Játékvezető: Irfan Peljto (bosznia-hercegovinai) |

| 2025. január 29. 21:00 |

| Red Bull Salzburg | 1–4               | Atlético Madrid                             |
| ----------------- | ----------------- | ------------------------------------------- |
| Daghim 90+1'      | (0–3) Jegyzőkönyv | Simeone 5' Griezmann 13' 45+1' Llorente 63' |

| Red Bull Arena, Salzburg Nézőszám: 23 389 Játékvezető: Anthony Taylor (angol) |

| 2025. január 29. 21:00 |

| Girona      | 1–2               | Arsenal                             |
| ----------- | ----------------- | ----------------------------------- |
| Danjuma 28' | (1–2) Jegyzőkönyv | Jorginho 38' (11-esből) Nwaneri 42' |

| Montilivi, Girona Nézőszám: 9048 Játékvezető: Maurizio Mariani (olasz) |

| 2025. január 29. 21:00 |

| Dinamo Zagreb          | 2–1               | Milan       |
| ---------------------- | ----------------- | ----------- |
| Baturina 19' Pjaca 60' | (1–0) Jegyzőkönyv | Pulisic 53' |

| Maksimir Stadion, Zágráb Nézőszám: 18 856 Játékvezető: François Letexier (francia) |

| 2025. január 29. 21:00 |

| Juventus | 0–2               | Benfica                |
| -------- | ----------------- | ---------------------- |
|          | (0–1) Jegyzőkönyv | Pavlidis 16' Kökçü 80' |

| Juventus Stadion, Torino Nézőszám: 41 402 Játékvezető: István Kovács (román) |

| 2025. január 29. 21:00 |

| Lille                                                           | 6–1               | Feyenoord   |
| --------------------------------------------------------------- | ----------------- | ----------- |
| Sahraoui 4' Trauner 38' (öngól) Gomes 57' David 74' Cabella 80' | (2–1) Jegyzőkönyv | Giménez 14' |

| Stade Pierre-Mauroy, Villeneuve-d’Ascq Nézőszám: 44 071 Játékvezető: Slavko Vinčić (szlovén) |

| 2025. január 29. 21:00 (20:00 UTC+0) |

| Manchester City                             | 3–1               | Club Brugge  |
| ------------------------------------------- | ----------------- | ------------ |
| Kovačić 53' Ordóñez 62' (öngól) Savinho 77' | (0–1) Jegyzőkönyv | Onyedika 45' |

| City of Manchester Stadion, Manchester Nézőszám: 51 237 Játékvezető: José María Sánchez Martínez (spanyol) |

| 2025. január 29. 21:00 |

| PSV Eindhoven                       | 3–2               | Liverpool                        |
| ----------------------------------- | ----------------- | -------------------------------- |
| Bakayoko 35' Saibari 45' Pepi 45+6' | (3–2) Jegyzőkönyv | Gakpo 28' (11-esből) Elliott 40' |

| Philips Stadion, Eindhoven Nézőszám: 35 000 Játékvezető: Tobias Stieler (német) |

| 2025. január 29. 21:00 |

| Sturm Graz | 1–0               | RB Leipzig |
| ---------- | ----------------- | ---------- |
| Malić 42'  | (1–0) Jegyzőkönyv |            |

| Liebenauer Stadion, Graz Nézőszám: 26 851 Játékvezető: Mykola Balakin (ukrán) |

| 2025. január 29. 21:00 (20:00 UTC+0) |

| Sporting CP | 1–1               | Bologna    |
| ----------- | ----------------- | ---------- |
| Harder 77'  | (0–1) Jegyzőkönyv | Pobega 21' |

| Estádio José Alvalade, Lisszabon Nézőszám: 37 328 Játékvezető: Benoît Bastien (francia) |

| 2025. január 29. 21:00 |

| Brest | 0–3               | Real Madrid                    |
| ----- | ----------------- | ------------------------------ |
|       | (0–1) Jegyzőkönyv | Rodrygo 27' 78' Bellingham 56' |

| Stade de Roudourou, Guingamp Nézőszám: 15 405 Játékvezető: Espen Eskås (norvég) |

| 2025. január 29. 21:00 |

| VfB Stuttgart     | 1–4               | Paris Saint-Germain            |
| ----------------- | ----------------- | ------------------------------ |
| Pacho 77' (öngól) | (0–3) Jegyzőkönyv | Barcola 6' Dembélé 17' 35' 54' |

| MHPArena, Stuttgart Nézőszám: 60 000 Játékvezető: Davide Massa (olasz) |